# Меделень (Бакеу)
Меделень, Меделені (рум. Medeleni) — село у повіті Бакеу в Румунії. Входить до складу комуни Вултурень.
Село розташоване на відстані 239 км на північ від Бухареста, 25 км на південний схід від Бакеу, 84 км на південь від Ясс, 129 км на північний захід від Галаца.

## Населення
За даними перепису населення 2002 року у селі проживала 161 особа, усі — румуни. Усі жителі села рідною мовою назвали румунську.